# Torralba de Calatrava
Torralba de Calatrava és un municipi de la província de Ciudad Real a la comunitat autònoma de Castella-La Manxa. Limita amb Carrión de Calatrava, Almagro, Daimiel i Malagón.